# Mariska Rikkers
Mariska Geertruida Fenna Rikkers-Oosterkamp (Weststellingwerf, 23 juni 1977) is een Nederlands politica namens BoerBurgerBeweging (BBB). Rikkers werd op 4 juli 2024 beëdigd als Kamerlid van BBB, nadat er twee Kamerleden van BBB hun plaats namen in het Kabinet-Schoof. 
In 2023 werd Rikkers op plaats 10 van de BBB-kandidatenlijst voor de Tweede Kamerverkiezingen van 22 november 2023 geplaatst. Als gevolg van haar kandidaatstelling nam zij in september ontslag als wethouder. Naast haar Kamerlidmaatschap is ze mede-eigenaar van een administratiekantoor voor bedrijven en particulieren in Wolvega. Tijdens de Europese Parlementsverkiezingen van 6 juni 2024 stond zij op plek 18 en behaalde ze 4.127 stemmen.

## Persoonlijk
Rikkers is gehuwd en heeft twee kinderen.
Martin Oostenbrink · Cor Pierik · Caroline van der Plas · Mariska Rikkers · Henk Vermeer · Marieke Wijen-Nass · Claudia van Zanten
- Parlement.com: vm6eb7yxhott